# Centro Universitario Regional del Este (Universidad de la República)
El Centro Universitario Regional del Este (CURE) es un centro universitario regional de la Universidad de la República, con sede en las ciudades de Maldonado, Minas, Rocha y Treinta y Tres. Fue creado por el Consejo Directivo Central de la Universidad de la República el 17 de julio de 2007 como iniciativa que forma parte de la descentralización de la Universidad. Involucra a los departamentos de la zona este del país: Lavalleja, Maldonado, Rocha y Treinta y Tres.
Las carreras dictadas en el CURE fueron elegidas con varios criterios. Las mismas tienen una razón de ser en las demandas sociales, como la Licenciatura en Turismo en Maldonado.

## Sedes
El CURE cuenta con cuatro sedes ubicadas en las ciudades de Maldonado, Minas, Rocha y Treinta y Tres. La primera sede que abrió sus puertas, fue la ex sede Campus en la ciudad de Maldonado, ubicada en la tribuna Este del estadio del Campus Municipal de Maldonado. Posteriormente, en el correr de 2008, la universidad aprobó las propuestas edilicias para iniciar las obras de las nuevas sedes en Rocha y Treinta y Tres.
El 9 de marzo de 2012 se inauguró la primera etapa de la sede en Maldonado. Para la instalación, el municipio donó el terreno y dinero, y la universidad invirtió 70 millones de pesos en la construcción. El diseño fue elegido mediante un concurso de proyectos. Esta sede tiene 4000 m², y puede albergar unos 1250 estudiantes y más de 100 docentes. Cuenta con seis aulas comunes, una magistral, dos salas de taller, un aula magna y cuatro laboratorios. También cuenta con una biblioteca, central de informática, cantina, comedor, garaje, vestuarios, patios y terrazas. Esta primera etapa comprendió 1400 m² (aproximadamente la tercera parte), que corresponde a un bloque de salones y laboratorios, y oficinas para personal. Se creó una nueva línea de transporte colectivo pensada para estudiantes que asisten a clases en ómnibus, que permite combinar con otras líneas del sistema en la Terminal de Ómnibus de Maldonado. Una vez finalizadas las obras, la sede Campus de Maldonado se continuó utilizando por unos años, hasta que el 100% de sus actividades se mudaron a la nueva sede, quedando inhabilitada y cedida de vuelta al gobierno departamental.
El 12 de diciembre de 2012 se inauguró la nueva sede en la ciudad de Rocha. El edificio nuevo se construyó en tres fases. La primera fase inaugurada consta de dos áreas: una con oficinas y seis aulas, más una biblioteca y un salón multiuso, y la otra destinada a los laboratorios e instalaciones anexas. También hay un espacio de depósito, una cantina y un espacio para tareas al aire libre. La primera fase de la obra insumió alrededor de 52 millones de pesos e incluye 700 mil dólares de equipamiento tecnológico. La vieja sede está en desuso.
En 2015 comenzaron las obras de construcción de la sede Treinta y Tres. Se trata de un edificio que se erige en instalaciones del INIA (Instituto Nacional de Investigación Agropecuaria), entidad pública de derecho privado que cedió parte de su espacio físico a estos efectos. El predio se ubica en Villa Sara, a unos 5 km del centro de la ciudad de Treinta y Tres, con acceso por la ruta nacional n.º 8. Su diseño respeta la estética de las construcciones actuales del INIA, cuenta con amplios salones, laboratorio, biblioteca y oficinas administrativas, y su construcción se desarrolló en etapas. Actualmente el CURE Treinta y Tres funciona en el Edificio Atenas mediante convenio con la Intendencia Departamental.
En el año 2016 abrió las puertas una sede en Minas, estando desde entonces presente el CURE en cuatro departamentos.

## Oferta académica

### Licenciaturas
| Carrera                                          | Facultad                                           | Sede              |
| ------------------------------------------------ | -------------------------------------------------- | ----------------- |
| Licenciatura en Educación Física                 | Instituto Superior de Educación Física             | Maldonado         |
| Licenciatura en Turismo                          | Facultad de Humanidades y Ciencias de la Educación | Maldonado         |
| Licenciatura en Diseño de Paisaje                | Facultades de Agronomía y Arquitectura             | Maldonado         |
| Licenciatura en Gestión Ambiental                | Facultad de Ciencias                               | Maldonado y Rocha |
| Licenciatura en Lenguajes y Medios Audiovisuales | Instituto Escuela Nacional de Bellas Artes         | Piriápolis        |

### Ciclos Iniciales Optativos
El Ciclo Inicial Optativo (CIO) es una nueva forma de ingreso a la Universidad de la República, que posibilita el acceso a varias carreras. Está especialmente diseñado para estudiantes del interior del país (fuera de Montevideo). Si el estudiante no se decidió por una carrera a seguir, el CIO le ofrece ingresar a la Universidad, elegir aquellas materias más acordes a sus intenciones de estudio posterior, para luego ser reconocidas en la Facultad de destino y poder ingresar en el segundo año de la misma. Los CIOs tienen actualmente una duración de un año, y pueden tener perfiles diferentes, según los intereses del estudiante.
| Carrera                                    | Facultad                                            | Sede                                     |
| ------------------------------------------ | --------------------------------------------------- | ---------------------------------------- |
| Tecnicatura en Turismo                     | Facultad de Humanidades y Ciencias de la Educación  | Maldonado                                |
| Tecnólogo en Informática                   | Facultad de Ingeniería y UTU                        | Maldonado                                |
| Tecnólogo en Administración y Contabilidad | Facultad de Ciencias Económicas y de Administración | Maldonado, Minas, Rocha y Treinta y Tres |
| Tecnólogo Minero                           | Facultades de Ciencias, Agronomía e Ingeniería      | Treinta y Tres                           |
| Tecnicatura en Deportes                    | Instituto Superior de Educación Física              | Maldonado                                |
| Tecnicatura en Voleibol                    | Instituto Superior de Educación Física              | Maldonado                                |
| Tecnólogo en Telecomunicaciones            | Facultad de Ingeniería                              | Rocha                                    |
| Tecnicatura en Artes Plásticas y Visuales  | Instituto Escuela Nacional de Bellas Artes          | Rocha                                    |

| Orientación                 | Sede              |
| --------------------------- | ----------------- |
| Ciencias Sociales y Humanas | Maldonado         |
| Ciencias y Tecnologías      | Maldonado y Rocha |

| El CIO Ciencias Sociales y Humanas permite acreditar asignaturas en las siguientes Facultades: - Facultad de Ciencias Sociales - Licenciatura en Ciencias Políticas - Licenciatura en Desarrollo - Licenciatura en Trabajo Social - Licenciatura en Sociología - Facultad de Ciencias Económicas y de Administración - Licenciatura en Administración - Contador Público - Licenciatura en Economía - Tecnólogo en Administración y Contabilidad - Escuela Universitaria de Bibliotecología y Ciencias Afines - Licenciatura en Bibliotecología - Archivología - Licenciatura en Ciencias de la Comunicación - Facultad de Humanidades y Ciencias de la Educación - Ciencias Antropológicas - Ciencias de la Educación - Ciencias Históricas - Letras - Lingüística - Filosofía - Licenciatura en Turismo | El CIO Ciencias y Tecnologías permite acreditar asignaturas en las siguientes Facultades: - Facultad de Ciencias - Licenciatura en Biología - Licenciatura en Bioquímica - Licenciatura en Geología - Licenciatura en Física - Licenciatura en Matemática - Licenciatura en Gestión Ambiental - Facultad de Ingeniería - Tecnólogo en Telecomunicaciones - Tecnólogo en Informática - Facultad de Química |

### Otros
| Carrera                                | Facultad                                   | Sede      |
| -------------------------------------- | ------------------------------------------ | --------- |
| Curso de Guardavidas                   | Instituto Superior de Educación Física     | Maldonado |
| Carrera Escalonada de Enfermería       | Facultad de Enfermería                     | Rocha     |
| Módulos de Diseño y Creación Artística | Instituto Escuela Nacional de Bellas Artes | Rocha     |
| Licenciatura en Psicología (5º ciclo)  | Facultad de Psicología                     | Maldonado |

### Maestrías
| Carrera                                           | Facultad                                                                      | Sede              |
| ------------------------------------------------- | ----------------------------------------------------------------------------- | ----------------- |
| Maestría en Manejo Costero Integrado del Cono Sur | Facultades de Arquitectura, Ciencias, Ciencias Sociales, Derecho e Ingeniería | Maldonado y Rocha |

## Unidad de Apoyo a la Enseñanza
La UAE tiene como objetivo principal promover la mejora de la educación universitaria en la región Este.
Actividades de la UAE:
- Asesoramiento a estudiantes sobre reválidas y reconocimiento de créditos.
- Pedido de programas de asignaturas.
- Asesoramiento sobre la carrera.
- Información sobre la Plataforma EVA.
- Información sobre problemas con el usuario en EVA.
- Evaluaciones estudiantiles del centro, asignaturas y docentes.

## Biblioteca
El CURE sede Maldonado posee una biblioteca que alberga una colección de más de 6000 libros, trabajos de clase, tesis de grado y posgrado, además de computadoras para uso en sala y tablets y notebooks que se prestan a domicilio a sus usuarios..

## Entorno Virtual de Aprendizaje (EVA)
El EVA es la plataforma educativa de la Universidad de la República. Creada y puesta en línea en 2009, tiene como finalidad promover distintas modalidades de cursado en la enseñanza de grado. A través de él se accede a cursos virtuales o semi presenciales de los servicios educativos de la Udelar.
El EVA permite la integración de las TIC (tecnologías de la información y la comunicación) en los procesos de enseñanza universitaria, con la utilización de un software que da soporte al aprendizaje colaborativo.